# Leonor Lopes Fávero
Leonor Lopes Fávero (São Paulo, 1933 – 3 de abril de 2022) foi uma professora e linguista brasileira, especialista em linguística textual, sendo conhecida principalmente por seus trabalhos sobre coesão e coerência textuais.
Graduou-se em 1954 em Letras Neolatinas pela Universidade de São Paulo, onde, em 1974, também defendeu sua tese de doutoramento, sob orientação de Maria Antonieta Celani, e sua tese de livre-docência em 1993. Em 1995, realizou pós-doutorado na Universidade Paris VII, sob a supervisão de Sylvain Auroux.
Foi professora da Faculdade de Filosofia, Letras e Ciências Humanas da Universidade de São Paulo de 1989 a 2001, ano em que se aposentou. Foi também professora da Pontifícia Universidade Católica de São Paulo. Orientava mestrandos e doutorandos nas linhas de pesquisa "Linguística textual", "História da língua portuguesa", "A gramática no Brasil" e "História das ideias linguísticas".

## Títulos acadêmicos
- 1995: Pós-Doutorado. Universidade de Paris VII, França.
- 1993: Livre-docência. Universidade de São Paulo, Brasil.
- 1969-1974: Doutorado em linguística aplicada e estudos da linguagem. Pontifícia Universidade Católica de São Paulo, Brasil.
- 1951-1954: Graduação em letras neolatinas. Universidade de São Paulo, Brasil.